# Attentat de la villa Poirier
 (janvier 2023).
Si vous disposez d'ouvrages ou d'articles de référence ou si vous connaissez des sites web de qualité traitant du thème abordé ici, merci de compléter l'article en donnant les références utiles à sa vérifiabilité et en les liant à la section « Notes et références ».
L'attentat de la villa Poirier est un attentat à la bombe visant le domicile de la famille de l'homme politique d'extrême-droite Jean-Marie Le Pen et la famille Le Pen, ayant lieu dans la nuit du 1er au 2 novembre 1976. L'attentat a blessé six personnes, et les auteurs n'ont jamais été formellement identifiés.

## Contexte
Jean-Marie Le Pen, homme politique français et président fondateur du Front national, se dresse à cette époque comme une figure de l'extrême-droite en France. Le Pen est au cœur de nombreuses controverses dans la vie politique française, notamment concernant ses implications dans la guerre d'Algérie et ses idées politiques jugées extrémistes et racistes. Il aurait déjà été la cible de deux attentats auparavant.

## Déroulement
Dans la nuit du 1er au 2 novembre 1976, à 3 h 45 du matin, une bombe explose devant le domicile de la famille du politicien Jean-Marie Le Pen, à l'immeuble numéro 9 de la villa Poirier, dans le 15e arrondissement de Paris. Jean-Marie le Pen, sa femme Pierrette et ses trois filles, Marine, Marie-Caroline et Yann, sont les victimes de l'explosion de vingt kilogrammes d'explosif, détruisant une partie de l'immeuble résidentiel des Le Pen et douze immeubles du quartier, ainsi que plusieurs voitures stationnées. Cependant, aucune victime grave n'est constatée, l'attentat cause six blessés légers chez les voisins de la famille Le Pen, dont quatre enfants.
Il s'agit d'une des plus grandes explosions à Paris depuis la Seconde Guerre mondiale.

## Revendications et motivations
L'attentat est revendiqué par un comité anti-fasciste mais les enquêtes policières sont dans l'incapacité de trouver l'auteur. Les forces de police ne retrouvent aucun débris de l'explosif mais affirment qu'il se serait situé au palier du quatrième étage du domicile des Le Pen et qu'il s'agirait d'un engin explosif ayant une puissance de cinq kilogrammes de dynamite.
Les autorités et les organes de presse s'accordent à dire que l'attentat ciblait le domicile de la famille Le Pen. Il aurait été motivé par les déclarations de Le Pen au IVe congrès du Front national à Bagnolet.
Une autre explication est donnée par Antoine Melero, alors détective privé et engagé par l'avocat de Jean-Marie Le Pen. Selon lui, il s'agissait d'une affaire de vengeance à la suite de l'héritage qu'avait fait Jean-Marie Le Pen de Hubert Lambert. Antoine Melero le racontera lors d'une enquête menée par France 2 en 2017.

## Conséquences et réactions
L'immeuble des Le Pen est condamné et trente résidents du quartier doivent être relogés, dont la famille Le Pen. La presse qualifie l'attentat de « miracle de la Toussaint », en effet, la charge colossale n'a causé aucune victime grave. La chaîne de télévision TF1 médiatise l'évènement sur place le matin même.
À l'occasion des élections présidentielles de 2017 et de 2022, la presse française a l'occasion de reparler de l'attentat de la villa Poirier dont la candidate à ces élections, Marine Le Pen, alors âgée de 8 ans, est l'une des victimes. La candidate du Rassemblement national déclare : « Il a fallu cette nuit d'horreur pour que je découvre que mon père faisait de la politique. Et c'est là, à l'âge des poupées, que je prends conscience de cette chose terrible et incompréhensible pour moi : mon père n'est pas traité à l'égal des autres, nous ne sommes pas traités à l'égal des autres. Cela va devenir un élément majeur de ma propre construction ».